# Fedde del Cancelliere
Fedde del Cancelliere ist eine Süßspeise der sizilianischen Küche aus gerösteten, gehackten Pistazien in Grießbrei, zu einer Art runden Pastete verarbeitet, frittiert, aufgeschnitten und mit Scheiben einer verfestigten Maismehl-Creme (biancomangiare) gefüllt. „Fedde del Cancelliere“ ist eine Art Wortspiel, das auf Deutsch etwa Gesäß des Kanzlers bedeutet.